# Alfredo Pedullà
Alfredo Pedullà (Messina, 15 aprile 1964) è un giornalista e opinionista italiano.

## Biografia
Nato a Messina ma cresciuto a Reggio Calabria, si laurea in giurisprudenza, ma sin dalla giovane età, seguendo le orme del padre Saverio, responsabile della Gazzetta del Sud per la Calabria, si dedica al giornalismo sportivo. Comincia la carriera commentando le partite di pallacanestro della Viola Reggio Calabria per l'emittente locale Telereggio; all'età di 16 anni conduce un proprio programma. Superato nel 1987 l'esame per divenire giornalista sportivo, si trasferisce a Roma nel 1989 per lavorare sino al 2007 al Corriere dello Sport - Stadio. 
Dal 2002 al 2009 è stato ospite di Contatto Sport, programma televisivo dell'emittente locale avellinese PrimaTivvù, in cui si gettano le basi per il futuro binomio lavorativo con Michele Criscitiello.
Con il ruolo di opinionista, partecipa come ospite fisso al programma Calcio contro Calcio dell'emittente locale bresciana RTB, a fianco di Alessandro Altobelli, e su Radio Touring104 di Reggio Calabria. Sul web è stato direttore editoriale della sezione di calciomercato del sito Datasport.it. È inoltre opinionista in diretta telefonica su Radio Antenna Febea di Reggio Calabria. Il 2 giugno 2014 torna a Sportitalia per condurre Speciale Calciomercato e Lo sai che? con Criscitiello. Sulla stessa emittente, dal settembre 2015, conduce iPed con Gianluigi Longari e Monica Somma; inoltre è ospite fisso a Calcio€Mercato sempre con Criscitiello. Dal luglio 2015 è anche opinionista di Radio Bruno Toscana.
Nel giugno 2018 torna a collaborare col Corriere dello Sport - Stadio, pur rimanendo a Sportitalia.
Da agosto 2020 firma per La Gazzetta dello Sport.
È tifoso della Reggina.

## Riconoscimenti
Ha vinto i premi Oscar dei giovani, San Silvestro d'oro, Beppe Viola, Elvio Guida, Top Capello 50 e più, Top 11 Serie B 2011 e Penna d'Argento.

## Opere
- In volo con Delio, fotografie di Tano Pecoraro, Salerno, TeleSalerno Uno, 1998, SBN NAP0217739.
- Grazie Reggina: il primo anno in serie A, con Fabrizio Terruso, a cura di Santo e Maria Cristina Strati, Reggio Calabria, Edizioni Reggina in A, 1999, SBN RCA0020223.
- Almanacco del calcio calabrese: 2000-2001, con Antonio Barillà, prefazione di Domenico Morace, Roma, Verduci, 2001, ISBN 88-7620-591-8.
- Il fantasista: Shunsuke Nakamura, Baggio d'Oriente, Arezzo, Limina, 2003, ISBN 88-88551-14-X.
- Te lo do io lo scoop: segreti, peccati e storie vissute di calciomercato, con Xavier Jacobelli, prefazione di Marco Mazzocchi, Reggio Emilia, Imprimatur, 2013, ISBN 978-88-6830-035-7.